# David Gill (Diplomat)

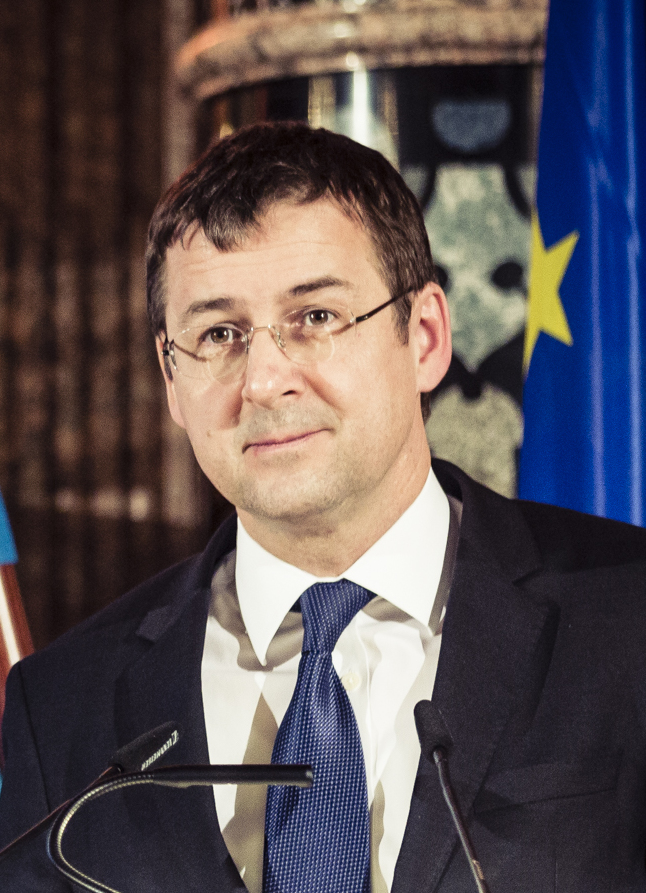
Gill während der 53. MSC 2017

David Gill (* 2. März 1966 in Schönebeck) ist ein deutscher Verwaltungsjurist und Diplomat. Seit 2024 ist er Botschafter in Irland. Von 2017 bis 2024 war er Generalkonsul am deutschen Generalkonsulat in New York. Zuvor war er von 2012 bis 2017 Chef des Bundespräsidialamtes unter Bundespräsident Joachim Gauck.

## Leben und Wirken
David Gill wuchs in Herrnhut auf. Er ist das zweitjüngste von sieben Kindern des Bischofs der Herrnhuter Brüdergemeine Theodor Gill. Nach dem Besuch der Polytechnischen Oberschule und einer Klempnerlehre machte er am Kirchlichen Oberseminar in Potsdam-Hermannswerder sein Abitur, das von der DDR-Regierung aber nur für ein Theologiestudium an Kirchlichen Hochschulen anerkannt war. Er begann ein Theologiestudium am Sprachenkonvikt der Evangelischen Kirche in Berlin-Brandenburg in Ost-Berlin. Im Zuge der Friedlichen Revolution wurde er Anfang 1990 Vorsitzender des Bürgerkomitees zur Auflösung der Zentrale des Ministeriums für Staatssicherheit in Berlin. Beim Aufbau der Behörde des Bundesbeauftragten für die Stasi-Unterlagen wurde er enger Mitarbeiter von Joachim Gauck und unter anderem ihr erster Pressesprecher. 1991 wurde er zusammen mit Christian Führer, Joachim Gauck, Anetta Kahane, Ulrike Poppe und Jens Reich stellvertretend für „Die friedlichen Demonstranten des Herbstes 1989 in der damaligen DDR“ mit der „Theodor-Heuss-Medaille“ der Theodor-Heuss-Stiftung ausgezeichnet.

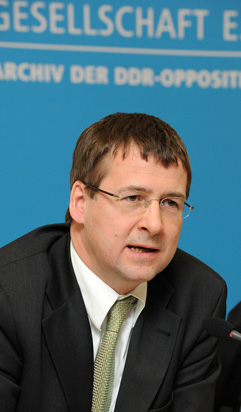
David Gill, 2010

Im Jahr 1992 verließ er die Behörde und begann ein Jura-Studium. Bei einem Auslandsjahr an der University of Pennsylvania in Philadelphia 1998 erwarb er den Grad eines Master of Laws (LL.M.). Zurück in Deutschland, legte er 2000 das Zweite Juristische Staatsexamen ab. Danach arbeitete er als Referent beim Bundesministerium des Innern und als Referent des Berliner Beauftragten für Datenschutz und Informationsfreiheit Hansjürgen Garstka.
Anfang 2004 wurde er vom Rat der Evangelischen Kirche in Deutschland (EKD) zum Oberkirchenrat und Stellvertreter des Bevollmächtigten des Rates der EKD bei der Bundesrepublik Deutschland und der Europäischen Union berufen. Der Bevollmächtigte war bis 2008 Stephan Reimers.
Nach der Nominierung von Joachim Gauck als Kandidat für das Amt des Bundespräsidenten übernahm David Gill die Leitung dessen Übergangsbüros. Am 19. März 2012 wurde er von Joachim Gauck zum beamteten Staatssekretär ernannt und war damit Chef des Bundespräsidialamtes. Nach der Wahl von Frank-Walter Steinmeier zum Bundespräsidenten im Februar 2017 wurde David Gill in den Ruhestand versetzt. Sein Nachfolger wurde Stephan Steinlein. Von Sommer 2017 bis Sommer 2024 war Gill Generalkonsul des deutschen Generalkonsulats in New York City. Im August 2024 wurde er als Nachfolger von Cord Meier-Klodt Botschafter in Irland und Leiter der Botschaft in Dublin.
Gills Frau Sheila Shrivastava ist Amerikanerin. Das Paar hat zwei Töchter. Er ist Mitglied der SPD.

## Werke
- (mit Ulrich Schröter u. a.): Das Ministerium für Staatssicherheit: Anatomie des Mielke-Imperiums. Rowohlt, Berlin 1991, ISBN 3-87134-017-0; Taschenbuch (rororo 9369) 1993 ISBN 3-499-19369-8
- Best Practice – Bericht aus der Praxis eines Informationsbeauftragten. In: Bettina Sokol (Hrsg.): Sommersymposium Informationsfreiheit Düsseldorf 2004, S. 51–69 Volltext (PDF; 470 kB)